# Radio Paradiso
Radio Paradiso ist ein regionales privates Hörfunkprogramm in Berlin, Frankfurt (Oder), Norddeutschland und NRW. Es versteht sich als christliches Radioprogramm mit lokalen Nachrichten und Beiträgen. Nach eigener Definition steht der Sender für Werte, die unserer Gesellschaft zu Grunde liegen, wie Nächstenliebe und Toleranz. Radio Paradiso finanziert sich ausschließlich über Werbeeinnahmen.

## Allgemeines
Radio Paradiso ist ein in drei unabhängige Regionalversionen segmentierter Hörfunksender, der in Berlin und Brandenburg, Mecklenburg-Vorpommern und Hamburg, sowie Nordrhein-Westfalen auf Sendung ist. Es ist eine gemeinschaftliche Unternehmung der Radio Paradiso GmbH & Co.KG mit 26 Gesellschaftern aus Kirchen, der Diakonie und weiteren Einzelpersonen. 
Das in Mecklenburg-Vorpommern und in Hamburg ausgestrahlte Programm Radio Paradiso Nord wird veranstaltet vom Evangelischen Presseverband Norddeutschland. Das in Nordrhein-Westfalen ausgestrahlte Programm Radio Paradiso NRW wird veranstaltet durch Radio Paradiso aus Berlin, der Von-Bodelschwinghschen Stiftungen Bethel und dem Evangelischen Presseverband für Westfalen und Lippe (Bielefeld). Komplementärin ist jeweils die Radio Paradiso Verwaltungsgesellschaft. Im April 2017 beteiligte sich der Herder-Verlag an Radio Paradiso.

## Geschichte
Radio Paradiso sendet seit 1997 über UKW in Berlin. Ein Regionalstudio befindet sich seit 2006 in Frankfurt (Oder). 2006 sind UKW-Frequenzen in Frankfurt (Oder) und Guben hinzugekommen, 2007 ein weiterer UKW-Sender in Eisenhüttenstadt. Seit dem 15. September 2015 sendet Radio Paradiso auf einer UKW-Frequenz in Ahrenshoop. Außerdem kam am 25. November 2015 in Rostock eine UKW-Frequenz hinzu. Zudem startete Radio Paradiso in Schwerin seinen analog-terrestrischen Betrieb und seit dem 19. Mai 2016 ist ein UKW-Sender in Stralsund aktiv.
Radio Paradiso strahlt neben dem Hauptprogramm eine regionalisierte, norddeutsche Version des Senders aus einem Studio in Schwerin aus. Über Digitalradio DAB+ ist zusätzlich Radio Paradiso Nord in Hamburg und Radio Paradiso Berlin in Nordrhein-Westfalen zu empfangen.

## Programm
Die Zielgruppe liegt bei 30 bis 49 Jahren. Radio Paradiso gestaltet drei Programme: 98.2 Radio Paradiso in Berlin, ein soft-oriented Adult-Contemporary-Format, Radio Paradiso Brandenburg in Frankfurt (Oder), Eisenhüttenstadt und Guben sowie Radio Paradiso Nord in Hamburg, Ahrenshoop, Rostock, Schwerin und Stralsund. Zudem bietet der Sender im Internet die Webchannels Radio Paradiso 80er, Radio Paradiso Love Songs, Radio Paradiso Klassiker, Radio Paradiso PUR, Radio Paradiso Summer Feeling und Radio Paradiso Weihnachtsradio an.

## Empfang
Radio Paradiso ist über UKW in Berlin (Sender Scholzplatz auf 98,2 MHz), Frankfurt (Oder) (105,9 MHz), Guben (90,40 MHz), Eisenhüttenstadt (95,50 MHz), Ahrenshoop (103,3 MHz), Schwerin (103,9 MHz), Stralsund (103,6 MHz) und Rostock (89,7 MHz) zu empfangen, sowie in den regionalen Kabelnetzen, über den DAB-Block 11C in Hamburg, DAB-Block 9D in Nordrhein-Westfalen, DAB-Block 7B in Berlin, sowie per Live-Stream. Die MABB genehmigte Radio Paradiso am 3. November 2020 den Wechsel von Kanal 12D in das DAB+-Ensemble Berlin auf Kanal 7B.